# 다니엘 루나
다니엘 루나(스페인어: Daniel Luna, 2003년 5월 7일~)는 콜롬비아의 축구 선수로, 마요르카와 콜롬비아 연령별 대표팀에서 미드필더로 활동하고 있다.